# Телефонный план нумерации Греции
Телефонный план нумерации Греции — диапазоны телефонных номеров, выделяемых различным пользователям телефонной сети общего пользования в Греции, специальные номера и другие особенности набора для совершения телефонных вызовов. Все международные номера пользователей данной телефонной сети имеют общее начало +30 - называемый префиксом или телефонным кодом страны. Первая цифра обозначает тип услуги. 1 используется для коротких кодов, 2 для географических номеров (3 и 4 также зарезервированы для этой цели), 5 используется для целей межсетевой маршрутизации (коды без набора номера) и VPN, 6 для услуг мобильной связи, 7 зарезервирован для номеров универсального доступа (не активен), 8 для услуг со сниженной оплатой (например, 800 бесплатных звонков, 801 местный звонок, 89 услуг удаленного доступа и передачи данных), 9 используется для услуг премиум-класса (901 для общего назначения и 909 для услуг только для взрослых). Все набираемые номера состоят из десяти цифр, за исключением коротких кодов (3-5 цифр в диапазоне 1), 807-XXXX (семь цифр), используемых для кодов доступа к телефонной карте, и номеров в диапазоне 5, используемых для целей маршрутизации и недоступных для набора конечными абонентами.

## Обзор и структура
Географические коды городов начинаются с цифры 2. В настоящее время существуют двух-, трех- и четырехзначные коды городов. Единственный двухзначный код города - 21 для Афинской агломерации; для городов используются трехзначные коды Салоники, Патры, Ларисса, Ираклион, Кавала и Триполи. Остальные коды состоят из четырех цифр.
Вообще говоря, вторая цифра географического кода региона обозначает более широкую географическую область Греции. Именно так в этой статье отсортированы коды регионов.
Двузначные коды используются с восьмизначными номерами абонентов, трехзначные коды с семизначными номерами и четырехзначные коды с шестизначными номерами, поэтому полный телефонный номер всегда состоит из десяти цифр.
Номера абонентов в большинстве регионов начинаются с 0. Это цифра, которая была вставлена между кодом города и номером абонента для формирования нового десятизначного плана нумерации еще в 2002 году. Таким образом, многие греки ошибочно думают, что коды городов включают этот начальный 0. Например, они думают, что код города Афин равен 210, в то время как на самом деле код города Афин равен 21, где 0 является первой цифрой абонентского номера.
Номера абонентов, начинающиеся с 0, присваиваются бывшей монополии OTE. В крупных городах, таких как Афины и Салоники, номера абонентов, начинающиеся с цифр, отличных от 0, становятся все более распространенными, особенно среди бизнес-абонентов. В этом случае многие люди думают, что код города отличается. Например, номер абонента в Афинах может начинаться с 211, и люди думают, что 211 - это код города, отличный от 210, в то время как на самом деле оба номера относятся к коду города 21, а третья цифра номера относится к номеру абонента.
Префикс международного вызова зависит от страны, из которой вы звоните, например, 00 для большинства европейских стран и 011 для Северной Америки.
В 2001-2002 годах, Греция перешли на закрытый десятизначный план нумерации в два этапа, в результате чего номера абонентов менялись дважды. Например, до изменения номер в Афинах можно было бы набрать следующим образом:
| ХХХ ХХХХ       | (Афинские номера, на которые звонят в пределах Афин)   |
| (01) xxx xxxx  | (Номера Афин, на которые звонят из Греции)             |
| +30 1 xxx xxxx | (Номера Афин, на которые звонят из-за пределов Греции) |

В 2001 году после кода города был добавлен "0", который был включен в номер абонента:
| 01 0xxx xxxx    | (Номера Афин, на которые звонят из Греции)             |
| +30 1 0xxx xxxx | (Номера Афин, на которые звонят из-за пределов Греции) |

Наконец, в 2002 году начальная цифра "0" была заменена на "2" (для географических номеров):
| 21 x xxx xxxx     | (Номера Афин, на которые звонят из Греции)             |
| +30 21 x xxx xxxx | (Номера Афин, на которые звонят из-за пределов Греции) |

Для номеров мобильных телефонов начальная цифра "0" была заменена на "6".
Из-за переносимости номеров как для географических, так и для негеографических (мобильная связь, бесплатные звонки) номеров нельзя быть уверенным в операторе, которому принадлежит номер. Все географические коды (21x, 231x) заканчиваются цифрой от 0 до 6 (210 или 212 для Афин, 2310 или 2312 для Салоник). Номера, код которых заканчивается на "0", являются или изначально обслуживались OTE. То же самое относится и к мобильным телефонам: все мобильные коды (69x) заканчиваются на 0,3,4,5,7,8 или 9 (690, 698). Пейджерам OTE присваивается мобильный код "696". Номера, начинающиеся с 690 и 693, первоначально были присвоены WIND, с 694 и 695 - Vodafone, с 697 и 698 - Cosmote и с 699 - Q-Telecom до 2007 года, когда она объединилась с WIND.

## Зона 21: столичный район Больших Афин
21 - (0-9)XXXXXXX Афины-Пирей-Элефсина

## Зона 22: Центральная Греция и острова Эгейского моря

### 222x - Эвия
2221 - Город Халкида
2222 - Кими
2223 - Аливери
2224 - Каристос
2226 - Айдипсос
2227 - Мантуди
2228 - Псахна
2229 - Эретрия

### 223x - Эвритания и Фтиотис
2231 - Ламия
2232 - Домокос
2233 - Аталанта
2234 - Амфиклея
2235 - Камена Вурла
2236 - Сперхиада, Макракоми
2237 - Карпениси
2238 - Стилида
2239 - не используется

### 224x - Додеканес
2241 - Родос, Город Родос
2242 - Острова Кос и Нисирос
2243 - Калимнос, Астипалая
2244 - Остров Родос, Архангелос Площадь
2245 - Острова Карпатос и Касос
2246 - Остров Родос, область Салакос - острова Чалки, Кастеллоризо, Сими и Тилос
2247 - Острова Агатониси, Лерос, Лейпсой и Патмос
2248 и 2249 - не используются

### 225x - Лесбос, Лемнос
2251 - Лесбос, область Митилини
2252 - Лесбос, район Агиасос
2253 - Лесбос, район Каллони
2254 - Лемнос, Агиос Эфстратиос
с 2255 по 2259 - не используются

### 226x - Беотия, восточная Фокида
2261 - Ливадия
2262 - Тива
2263 - Дервенохория, Виллия
2264 - Thisvi
2265 - Амфисса
2266 - Лидорики
2267 - Арахова, Distomo
2268 - Алиартос
2269 - не используется

### 227x - Острова Хиос, Самос и Икария
2271 - Хиос, район города
2272 - Хиос, область Кардамила
2273 - Самос
2274 - Хиос, область Волиссос - остров Псара
2275 - Икария, остров Фурной
с 2276 по 2279 - не используются

### 228x - Киклады
2281 - Сирос, включая острова Китнос, Серифос
2282 - Андрос
2283 - Тинос
2284 - Острова Парос и Сифнос
2285 - Острова Аморгос и Наксос
2286 - Острова Фолегандрос, Иос, Санторини и Сикинос
2287 - Кимолос и Милос
2288 - Остров Кеа
2289 - Миконос

### 229x - Аттика, исключая область, в которой используется 21
2291 - Лагонисси
2292 - Лаврио, Сунио
2293 - Айя Сотира
2294 - Рафина, Артемида, Марафоны
2295 - Афиднес
2296 - Мегара, Кинета
2297 - Айгина
2298 - Троезен, Порос, остров., Остров Гидра., Остров Спецес.
2299 - Маркопуло Месогайас

## Зона 23: Центральная Македония и Флорина

### 231 - Салоники
231 - (0-9)XXXXXX Салоники

### 232x - префектура Серрес
2321 - Serres
2322 - Nigrita
2323 - Сидирокастро
2324 - Неа Зични
2325 - Heraklia
2327 - Родополи
2326, 2328 и 2329 - не используются

### 233x - префектура Иматия
2331 - Верия (Verroia)
2332 - Наусса
2333 - Александрия
с 2334 по 2339 - не используются

### 234x - префектура Килкис
2341 - Килкис
2343 - Поликастро
с 2342 по 2344-2349 - не используются

### 235x - префектура Пиерия
2351 - Катерини
2352 - Литохоро
2353 - Айджинио
с 2354 по 2359 - не используются

### 237x - префектура Халкидики
2371 - Полигирос
2372 - Арнайя
2373 - Неа Мудания
2374 - Потидайя
2375 - Никити
2376 - Stratoni
2377 - Ierissos, Гора Афон
2378 и 2379 - не используются

### 238x - префектуры Пелла и Флорина
2381 - Эдесса
2382 - Джанница
2383 - не используется
2384 - Аридайя
2385 - Флорина
2386 - Аминтай
с 2387 по 2389 - не используются

### 239x - части префектур Халкидики и Салоники
2391 - Халкидона
2392 - Перайя
2393 - Lagkadikia
2394 - Лагкадас
2395 - Сочос
2396 - Vasilika
2397 - Аспровальта
2399 - Неа Калликратия
236x не используется.

## Зона 24: Фессалия и Западная Македония (за исключением Флорины)

### 241 - район Ларисы
241 - (0-7)XXXXXX Лариса (и область)

### 242x - Магнезия, включая Северные Спорады
2421 - Волос
2422 - Альмирос
2423 - Kala Nera
2424 - Скопелос
2425 - Велестино
2426 - Загора
2427 - Скиатос
2428 - Керамиди, пригород Волос
2429 - не используется

### 243x - префектура Трикала
- 2431 - Трикала
- 2432 - Kalampaka
- 2433 - Фаркадона
- 2434 - Пили
- с 2435 по 2439 - не используются

### 244x - Кардица
2441 - Кардица
2442 - не используется
2443 - Sofades
2444 - Палама
2445 - Музаки
с 2446 по 2449 - не используются

### 246x - Западная Македония, исключая область Флорина
2461 - Козани
2462 - Гревена
2463 - Ptolemaida
2464 - Сербия
2465 - Сиатиста
2466 - не используется
2467 - Кастория
2468 - Неаполи
2469 - не используется

### 249x - префектура Ларисса, за исключением района Ларисса
2491 - Фарсала
2492 - Тирнавос
2493 - Элассона
2494 - Агия
2495 - Макричори
с 2496 по 2499 - не используются
245x, 247x и 248x не используются.

## Зона 25: Восточная Македония и Фракия

### 251 - район Кавала
251: Кавала или Кавалла

### 252x - префектура Драма
2521 - Драма
2522 - Просотсани
2523 - Като Неврокопи
2524 - Паранешти
с 2525 по 2559 - не используются

### 253x - префектура Родопы
2531 - Komotini
2532 - Сапес
2533 - Ксилагани
2534 - Ясмос
2535 - Неа Каллисти
с 2536 по 2539 - не используются

### 254x- префектура Ксанти
2541 - Ксанти
2542 - Ставруполи
2543 - не используется
2544 - Эхинос
с 2545 по 2549 - не используются

### 255x - префектура Эврос
2551: Александруполис
2552: Орестиада
2553 - Дидимотейхо
2554 - Суфли
2555 - Feres
2556 - Кипринос
с 2557 по 2559 - не используются

### 259x - префектура Кавала, за исключением района Кавала
2591 - Хрисуполис
2592 - Элефтеруполи
2593 - Тасос
2594 - Неа Перамос, Кавала
с 2595 по 2599 - не используются
от 256x до 258x не используются.

## Зона 26: Западная Греция, Ионические острова и Эпир

### 261 - Патры и их окрестности
261 - Патры (и область)

### 262x - префектура Илейас
2621 - Пиргос
2622 - Амалиада
2623 - Лечайна
2624 - Олимпия
2625 - Крестена
2626 - Андрицаина
с 2627 по 2629 - не используются

### 263x - Этолия и западная Фокида
2631 - Миссолонги
2632 - Этолико
2634 - Нафпактос
2635 - Матаранга, Этолия-Акарнания
2633 и с 2636 по 2639 - не используются

### 264x - Акарнания, Лефкада
2641 - Агринио
2642 - Амфилохия
2643 - Воница
2644 - Thermo
2645 - Лефкада
2646 - Астакос
2647 - Fyteies
2648 и 2649 - не используются

### 265x - префектура Янина
2651 - Янина
2652 - не используется
2653 - Аспрангели
2654 - Metamorfosi
2655 - Коница
2656 - Мецово
2657 - Дельвинаки
2658 - Зица
2659 - Каленци

### 266x - префектура Корфу и Теспротия
2661 - Корфу (город)
2662 - Лефкимми
2663 - Северный Корфу
2664 - Филиаты
2665 - Игуменица
2666 - Парамифия
с 2667 по 2669 - не используются

### 267x - Кефалония
2671 - Аргостоли (центральная и западная Кефалония)
2674 - Сами (Восточная Кефалония и Итака)
2672, 2673 и с 2675 по 2679 - не используются

### 268x - Арта и Превеза
2681 - Arta
2682 - Превеза
2683 - Филиппиада
2684 - Каналаки
2685 - Athamania
с 2686 по 2689 - не используются

### 269x - Ахея (кроме Патр) и Закинтос
2691 - Эгион/Aigion
2692 - Калаврита
2693 - Като Ахайя
2694 - Чаландрица
2695 - остров Закинтос
2696 - Акрата
с 2697 по 2699 - не используются

## Зона 27: Пелопоннес и Китера

### 271 - Триполи и его окрестности
271: Триполи (и область)

### 272x - южная и восточная часть Мессении
2721 - Каламата
2722 - Мессена
2723 - Пилос
2724 - Мелигалас
2725 - Корони
с 2726 по 2729 - не используются

### 273x - Лакония и Китера
2731: Спарта
2732: Монемвасия
2733: Гитио
2734: Неаполи
2735: Скала
2736: Китера
с 2737 по 2739 - не используются

### 274x - Коринтия
2741 - Коринф (и область)
2742 - Киато
2743 - Ксилокастро
2744 - Лутраки
2746 - Немея
2747 - Стимфалия
2748 и 2749 - не используются

### 275x - восточная Аркадия и Арголида
2751 - Аргос
2752 - Нафплион
2753 - Лигурио
2754 - Краниди
2755 - Астрос
2756 - не используется
2757 - Леонидио
2758 и 2759 - не используются

### 276x - Мессения
2761 - Кипариссия
2763 - Гаргальянойи
2765 - Kopanaki
2762, 2764 и с 2766 по 2769 - не используются

### 279x - Западная Аркадия
2791 - Megalopoli
2792 - Кастри Кинуриас
2795 - Витина
2796 - Левиди
2797 - Тропайя
2793, 2794, 2798 и 2799 - не используются
277x и 278x не используются.

## Зона 28: Крит

### 281 - префектура Ираклиона
281 - Ираклион (и область)

### 282x - префектура Ханья
2821 - Ханья
2822 - Киссамос
2823 - Кантанос
2824 - Колимвари
2825 - Апокоронас
с 2826 по 2829 - не используются

### 283x - префектура Ретимно
2831 - Ретимно
2832 - Спили
2833 - Амари
2834 - Перама Милопотаму
с 2835 по 2839 - не используются

### 284x - Лассити
2841 - Айос Николаос
2842 - Иерапетра
2843 - Siteia
2844 - Цермадио
с 2845 по 2849 - не используются

### 289x - остальная часть префектуры Ираклион
2891 - Аркалохори
2892 - Moires
2893 - Астероусия
2894 - Агия Варвара
2895 - Ано Вианнос
2896 - не используется
2897 - Лименас Херсонису
2898 и 2899 - не используются
с 285 по 288x не используются.

## Негеографические номера
100 - Греческая полиция
от 101x до 103x
от 105 до 107 раз
от 102xx до 107xx
108 - Греческая береговая охрана
109 - Греческая полиция - Вопросы, связанные с наркотиками
110xx
111xx
11188 - Отдел по борьбе с киберпреступностью греческой политики
11185 - Транспорт для Афин и Организация городского транспорта Салоник (OASTH)
110x, 111x
112 - европейский номер экстренной помощи
от 113xx до 116xx
от 113x до 118x
116xxx - Общеевропейские номера
117xx
118xx - Службы каталогов
12x, 12xx, 13x, 13xx - Сеть обслуживания клиентов (специфичная для каждого оператора)
137xx - Бесплатная служба технической поддержки (бесплатно у всех операторов)
138xx - Обслуживание клиентов и продажи для телефонных компаний (доступны из всех сетей)
14xx - Телефонные компании' музыка голосовые порталы
140xx
от 142xx до 149xx - Информационные службы (погода, новости и т.д.)
15xx - Национальные государственные службы (номера государственного сектора)
от 151xx до 156xx
1571 - Политика Греции. Услуга, доступная на греческом, английском, французском и немецком языках. Греческие и иностранные туристы могут использовать ее для решения проблем, с которыми они могут столкнуться
170 - Специальное подразделение по подавлению терроризма
171 - Туристическая полиция
от 186x до 189x
181xx, 182xx, 183xx - Короткие коды для частных компаний
188xx - Короткие коды для частных компаний
196x - Национальные государственные службы (номера государственного сектора)
с 190xx по 195xx
197 - Национальный центр социальной солидарности
199 - Пожарная служба
50x xxx xxxx - VPN
54xxx
559xx
685 185 xxxx - CYTA Hellas
685 19x xxxx - CYTA Hellas
685 500 xxxx - CYTA Hellas
685 505 xxxx - CYTA Hellas
685 550 xxxx - CYTA Hellas
685 555 xxxx - CYTA Hellas
685 585 xxxx - CYTA Hellas
690 000 xxxx - BWS
690 100 xxxx - MI CARRIER SERVICES AB
690 200 xxxx - MI CARRIER SERVICES AB
690 300 xxxx - MI CARRIER SERVICES AB
690 400 xxxx - MI CARRIER SERVICES AB
690 500 xxxx - MI CARRIER SERVICES AB
690 555 xxxx - AMD Telecom S.A. [7]
690 6xx xxxx - Нова (ранее WIND Hellas)
690 7xx xxxx - Нова (ранее WIND Hellas)
690 8xx xxxx - Нова (ранее WIND Hellas)
690 9xx xxxx - Нова (ранее WIND Hellas)
691 000 xxxx - BWS
691 111 xxxx - Интерконнект
691 400 xxxx - AMD Telecom S.A.
691 500 xxxx - Проекты моей компании
691 600 xxxx - Compatel Limited
691 700 xxxx - Inter Telecom
691 888 xxxx - Организация железных дорог Греции (OSE)
693 xxx xxxx - Нова (ранее WIND Hellas)
694 xxx xxxx - Vodafone Греция
от 695 000 xxxx до 695 199 xxxx - Vodafone Греция
695 200 xxxx - Compatel Limited
695 210 xxxx - MI CARRIER SERVICES AB
695 290 xxxx - MI CARRIER SERVICES AB
695 299 xxxx - BWS
695 30x xxxx - CYTA Hellas
695 310 xxxx - MI CARRIER SERVICES AB
695 330 xxxx - Apifon
695 340 xxxx - AMD Telecom S.A.
695 400 xxxx - AMD Telecom S.A.
695 410 xxxx - MI CARRIER SERVICES AB
695 423 xxxx - Infobip
695 490 xxxx - MI CARRIER SERVICES AB
от 695 500 xxxx до 695 999 xxxx - Vodafone Греция
696 01x xxxx - OTE
696 91x xxxx - Министерство национальной обороны Греции
От 696 921 xxxx до 696 928 xxxx - Министерство национальной обороны Греции
697 xxx xxxx - Cosmote
698 xxx xxxx - Cosmote
699 00x xxxx - Нова (ранее WIND Hellas)
от 699 1xx xxxx до 699 999 xxxx - Нова (ранее WIND Hellas)
70x xxx xxxx - Универсальная служба персональных номеров
800 xxx xxxx - бесплатные номера
801 xxx xxxx - платные услуги “одного телефона” (за местные звонки взимается плата по всей стране)
806 xxx xxxx - Звонки с максимальной платой 0,06 евро / минута
807 xxxx - Услуги телефонной карты
812 xxx xxxx - Звонки с максимальной платой 0,12 евро / минута
825 xxx xxxx - Звонки с максимальной платой 0,25 евро / минута
850 xxx xxxx - Звонки с максимальной платой 0,50 евро / минута
875 xxx xxxx - Звонки с максимальной платой 0,75 евро / минута
896 xxx xxxx и 899 xxx xxxx - Услуги передачи данных (коммутируемый доступ в Интернет, ретрансляция пакетов Hellaspac, электронная почта ERMES и т.д.)
901 xxx xxxx - Услуги премиум-класса
909 xxx xxxx - Услуги только длявзрослых по премиальным расценкам